# Jozef Klokner
Jozef Klokner (* 31. března 1955) je slovenský regionální politik, po sametové revoluci československý poslanec Sněmovny národů a Sněmovny lidu Federálního shromáždění za Kresťanskodemokratické hnutie.

## Biografie
V letech 1975-1980 vystudoval Slovenskou vysokou školu technickou v Bratislavě, obor pozemní stavby. V období let 1980-1984 pak pracoval v Okresním stavebním podniku Pezinok jako projektant a stavbyvedoucí. V letech 1984-1990 byl zaměstnancem Okresního stavebního podniku Trnava jako výrobní inspektor na odboru řízení výroby.
Ve volbách roku 1990 zasedl za KDH do slovenské části Sněmovny národů (volební obvod Západoslovenský kraj). Ve volbách roku 1992 přešel za KDH do Sněmovny lidu. Ve Federálním shromáždění setrval do zániku Československa v prosinci 1992. V parlamentu působil v branně-bezpečnostním výboru.
Pak byl živnostníkem a v letech 1993-1994 jednatelem dceřiné společnosti podniku Hydrostav Bratislava. Mezi roky 1994-1997 pracoval pro firmu Biotech Trnava jako obchodně-ekonomický manažer a v letech 1997-2003 ve firmě SMM Trnava na postu náměstka pro marketing. V období let 2004-2006 byl přednostou na Krajském úřadu pro silniční dopravu a pozemní komunikace v Trnavě. V letech 2006-2007 se vrátil do soukromého sektoru jako pracovník firmy EKZ Hlohovec pro technickou a inženýrskou přípravu staveb. V období let 2007-2008 byl nezaměstnaný, pak mezi roky 2008 a 2010 nastoupil do firmy Pro Vita Nova Trnava, opět jako inženýrský pracovník. Od roku 2010 je přednostou obvodního úřadu v Trnavě.
V parlamentních volbách na Slovensku v roce 2010 neúspěšně kandidoval za KDH na 63. místě kandidátní listiny. Stejně tak neúspěšně kandidoval v parlamentních volbách v roce 2012. Byl aktivní i v regionální politice. V krajských volbách roku 2005 postoupil jako kandidát KDH a pravicových stran do 2. kola volby župana Trnavského kraje se ziskem 33 % hlasů. Nakonec ale nebyl zvolen. V krajských volbách roku 2009 byl za KDH zvolen zastupitelem Trnavského kraje.